# Proctor (Vermont)
Proctor es un pueblo ubicado en el condado de Rutland en el estado estadounidense de Vermont. En el año 2010 tenía una población de 1,741 habitantes y una densidad poblacional de 88 personas por km².

## Geografía
Proctor se encuentra ubicado en las coordenadas 43°39′32″N 73°2′12″O / 43.65889, -73.03667.

## Demografía
Según la Oficina del Censo en 2000 los ingresos medios por hogar en la localidad eran de $39,773 y los ingresos medios por familia eran $45,625. Los hombres tenían unos ingresos medios de $33,214 frente a los $25,197 para las mujeres. La renta per cápita para la localidad era de $18,214. Alrededor del 6.8% de la población estaban por debajo del umbral de pobreza.